# República (Platón)
La República (en griego, Πολιτεία Politeia; en latín, Politia) es la más conocida e influyente obra de Platón, y es el compendio de las ideas que conforman su filosofía. Se trata de un diálogo entre Sócrates y otros personajes, como los discípulos o parientes del propio Sócrates. La obra está compuesta por diez libros, separados sin correspondencia con los cambios en los temas de discusión que se presentan.
Aunque la obra gira en torno al tema de la justicia, el texto contiene muchas de las doctrinas platónicas fundamentales, como la alegoría de la caverna, la doctrina de las ideas o formas, la concepción de la filosofía como dialéctica, una versión de la teoría del alma diferente de la expuesta en el Fedón y el proyecto de una ciudad ideal, gobernada según principios filosóficos. Escrita de forma dialógica, la República aborda aquello relacionado con la φιλοσοφία περὶ τὰ ἀνθρώπινα (‘filosofía de las cosas humanas’), e involucra temas como la ontología, la gnoseología, la filosofía política y la ética.
La República se presenta como una obra orgánica y circular. La obra se estructura en 10 libros y tiene como protagonista a Sócrates, pero un Sócrates que, como muchos estudiosos han señalado, es muy diferente al de los otros diálogos platónicos, especialmente los de juventud, y que sirve de alterego de Platón. En virtud de este proceso de escritura, el Sócrates de la República sostiene tesis que no son las defendidas por el Sócrates histórico, sino las de Platón.

## Contenido

### Libro I
Sócrates y Glaucón visitan el Pireo, el puerto de Atenas, durante una fiesta, cuando son invitados por Polemarco a su casa. Ahí, encuentran al padre del Polemarco, Céfalo, lo cual comienza con la disputa sobre qué es la justicia.
Céfalo: la justicia es dar a cada uno lo que se merece.
Polemarco: la justicia es dar a cada uno lo que le es apropiado
Trasímaco: la justicia es lo que conviene al más fuerte.
Sócrates refuta las tres concepciones.
La justicia no puede ser dar a cada uno lo que se merece porque esto implicaría, por ejemplo, regresar un cuchillo al que nos lo ha prestado, pero, como el cuchillo sería ocupado para causar daño, regresarlo sería injusto.
La justicia no puede ser dar a cada uno lo que le es apropiado porque Polemarco propone como apropiado el hacer el bien a los amigos y el mal a los enemigos, pero esto llevaría a la injusticia.
La justicia no puede ser lo que conviene al más fuerte pues el más fuerte es el gobernante, y el gobernante no siempre hace lo que le conviene.
Trasímaco responde que, si el más fuerte se equivoca, entonces no es el más fuerte. Sócrates va más allá y afirma que la justicia no es para el gobernante, sino para el pueblo.
Tras esto, Trasímaco asegura que es mejor ser injusto que justo, lo cual Sócrates rechaza con tres argumentos. Trasímaco deja de argumentar, si bien Sócrates admite que sus argumentos son inadecuados pues no han dado una definición de justicia.

### Libro II
Glaucón y Adimanto argumentan contra la justicia, considerada ahora como un contrato para no hacerse daño entre hombres. Para ellos, entonces, la justicia pertenece a los bienes que se buscan por la recompensa porque ayuda a tener una buena imagen, pero, si no fuera por esto, la justicia sería desechada. Para reafirmar el punto, se presenta el mito del anillo de Giges, anillo que volvía invisible al portador asegurando que, si los hombres pudieran elegir, no escogerían la justicia.
Glaucón y Adimanto ruegan a Sócrates que defienda la justicia. Sócrates responde investigando el origen del estado ideal. En el principio del estado, cada trabajador se consagraba a lo que hacía, lo cual generaba bienestar y riqueza. Ya con estabilidad, el estado busca crecer, lo cual lo lleva a crear un ejército, originando así a la clase de los guardianes.
El capítulo cierra hablando de la educación de los guardianes y de la censura a la que se deben someter los discursos.

### Libro III
La censura va contra la cobardía, la violencia, la mentira, la lujuria, la avaricia y la injusticia que los hombres pudieran percibir en las representaciones.
Después, se dividen las narraciones en tres tipos, el género de tragedia y de la comedia, el género de la poesía, y el género mixto. En este estado ideal, se promueve sólo la tragedia y la comedia si son imitación pura del hombre de bien.
Para acabar con la educación de los guardianes, se regula la gimnasia para que no haya que acudir en demasía a médicos o jueces.
Tanto los guardianes masculinos como las femeninas recibirán la misma educación y ningún guardián tendrá nada como propio.
De los guardianes saldrán los gobernantes como los más ancianos, inteligentes y eficientes y que siempre piensan en el bien del estado. Los gobernantes serán educados desde pequeños en el trabajo y en no sentir miedo. Además, se les salvaguardará de la mentira, si bien el gobernante puede mentir por el bien de su pueblo.
Esta división de los cargos viene de la cantidad de metal que cada persona tiene en su sangre. Los gobernantes tienen oro en la sangre, mientras los custodios tiene plata y los productores una mezcla de bronce y hierro. Se puede pasar de una clase a otra dependiendo del metal que se tiene en la sangre.

### Libro IV
Así es como el estado, tanto en conjunto como individualmente, alcanza la felicidad.
En cuanto a las riquezas, hay que buscar un punto medio entre la pobreza y la opulencia.
La supervivencia de este estado se garantiza por la educación de los niños.
Este estado es sabio, valiente, moderado y justo, como todos deben serlo. Este estado puede tener dos nombres, dependiendo del número de personas que lo gobiernen. Será monarquía si destaca uno, y aristocracia si son varios.

### Libro V
Polemarco pregunta sobre el rol de las mujeres y de los niños en este estado.
Sócrates dice que la mujer puede tener el mismo rol que el hombre en el estado. Para garantizar esto, se deben educar igual a niños y a niñas.
Hay esposas y niños comunes pues, a semejanza de los animales, se busca que sean los mejores los que se reproduzcan. Para no caer en el desenfreno, se promueven los matrimonios entre los mejores, mientras los peores tendrán menos mujeres. Se establece la mejor edad para procrear.
La fecha de nacimiento marca el título que se le dará a cada hombre o mujer. Por ejemplo, a todos los hombres que hayan nacido en una cierta fecha se les llamará “abuelos”, y éstos llamarán “hijos” a la generación debajo de ellos. Este compartir viene porque hace que todos sufran o se alegren por el mal o el bien del otro, porque se acopla al no tener bienes y porque genera temor y respeto hacia los más viejos, pues cualquiera podría ser el padre.
Al niño débil se le abandonará, mientras que el niño hijo de guardines debe ir a la guerra con sus padres para aprender el oficio. Se cuidará a los niños poniéndolos bajo la inspección de hombres sabios y enseñándoles a cabalgar para escapar en caso de necesidad.
Así, el guardián cobarde será destituido de su cargo, mientras el prisionero será abandonado pues es débil, en cambio, al valiente se le honra como a un buen atleta y al difunto se le enterrará como a un valiente.
Para no caer en la violencia, hay que distinguir entre guerra y disputa interna. La guerra es contra los bárbaros; la disputa interna, entre griegos. La disputa interna requiere enmienda amistosa, para no generar más guerras entre iguales, por eso, no puede haber esclavitud, ni pillaje, ni destrucción de campos o casas durante o después de la guerra. El único castigo será quitar la cosecha del año.
Esto es posible sólo si existe el rey filósofo.

### Libro VI
El filósofo goza, por naturaleza, de memoria, de facilidad para aprender, de grandeza de espíritu y de gracia, y es amigo y congénere de la verdad, de la justicia, de la valentía y de la moderación. Para explicar porque el filósofo es despreciado por sus congéneres, Sócrates cuenta la alegoría del barco. El filósofo, al ser el dirigente del barco, tiene que ver las estrellas para poder guiarse, y sus compañeros lo tachan de loco e intentan hacerse con el control de la nave.
Pocos pueden ser escogidos para llegar hasta el título de filósofo, y aún menos terminan esta educación, pero es necesario que se siga con esta educación para que alguno pueda contemplar el sol del bien. Es aquí donde Sócrates utiliza la alegoría del sol y de la línea.

### Libro VII
El libro comienza con la alegoría de la caverna. En la caverna están encadenados los hombres y sólo el filósofo puede salir y contemplar las Ideas de las cosas. Sin embargo, debe regresar e intentar liberar a los esclavos.
Sólo el filósofo puede gobernar porque ha contemplado el bien. Para llegar ahí, se necesitan estudios complementarios a los de los custodios. Éstos son cálculo, geometría, estereometría, astronomía, armonía y dialéctica.
El estado debe vigilar que sólo los dignos se acerquen al estudio de la filosofía a la edad correcta, unos veinte años. A los treinta se enseña la dialéctica y a los cincuenta se puede comenzar a gobernar.
La mujer puede seguir este mismo proceso.

### Libro VIII
Se investigan otros cuatro tipos de gobierno, cada uno más corrupto que el anterior. Estos regímenes se corrompen por el pasar del tiempo, por la búsqueda de la riqueza y por mezclar sangres. El gobierno no es sino reflejo del estado de los hombres.
En la timocracia, el hombre es avaro y está corrompido por las malas compañías. El hombre busca el honor.
En la oligarquía, el hombre es escuálido y débil. El hombre busca las riquezas.
En la democracia, el hombre es pobre. El hombre busca el placer y la clase baja domina sobre las otras, si bien hay un cierto hombre.
En la tiranía, el hombre es el peor que se puede tener. El hombre busca la libertad, pero acaba esclavizado. El tirano sonríe, hace la guerra, elimina a los mejores, es violento y esclaviza. El poeta es buscado para elogiar al tirano.

### Libro IX
Se examina con más detenimiento al hombre tiránico, el cual es borracho, erótico o lunático. El tirano comete crímenes para mantener su modo de vida y comparte su modo de vida si el estado lo permite, aun así, no tiene amigos, sino secuaces. Esto es porque se ha dejado llevar por los placeres.
El capítulo cierra con la tripartición del alma en apetitiva, busca la comida, la bebida, el sexo y las riquezas, impetuosa, busca la victoria, el predominio, el renombre, y los honores, y filosófica, ama el aprender, parecidas a una bestia policéfala, a un león y a un hombre, respectivamente. Cada hombre decide qué parte gana.

### Libro X
Se censura la poesía imitativa pues no es sino una imitación de una imitación. Esto porque Dios es la fuente de las Ideas, el experto ve y reproduce la Idea, pero al artista no le queda sino imitar la imagen que ya plasmó un artista. La única poesía válida es la del que honra a los dioses y a los hombres valientes.
El libro cierra hablando de la inmortalidad del alma y de lo que le espera en la otra vida a los hombres con el mito de Er. Éste era un armenio valiente que murió y fue transportado a la otra vida, donde vio cómo los hombres eran juzgados, recibían un tiempo de descanso y después se les daba a escoger una nueva vida, demostrando así que el justo es feliz durante y después de la vida.

## Temas centrales

### Justicia

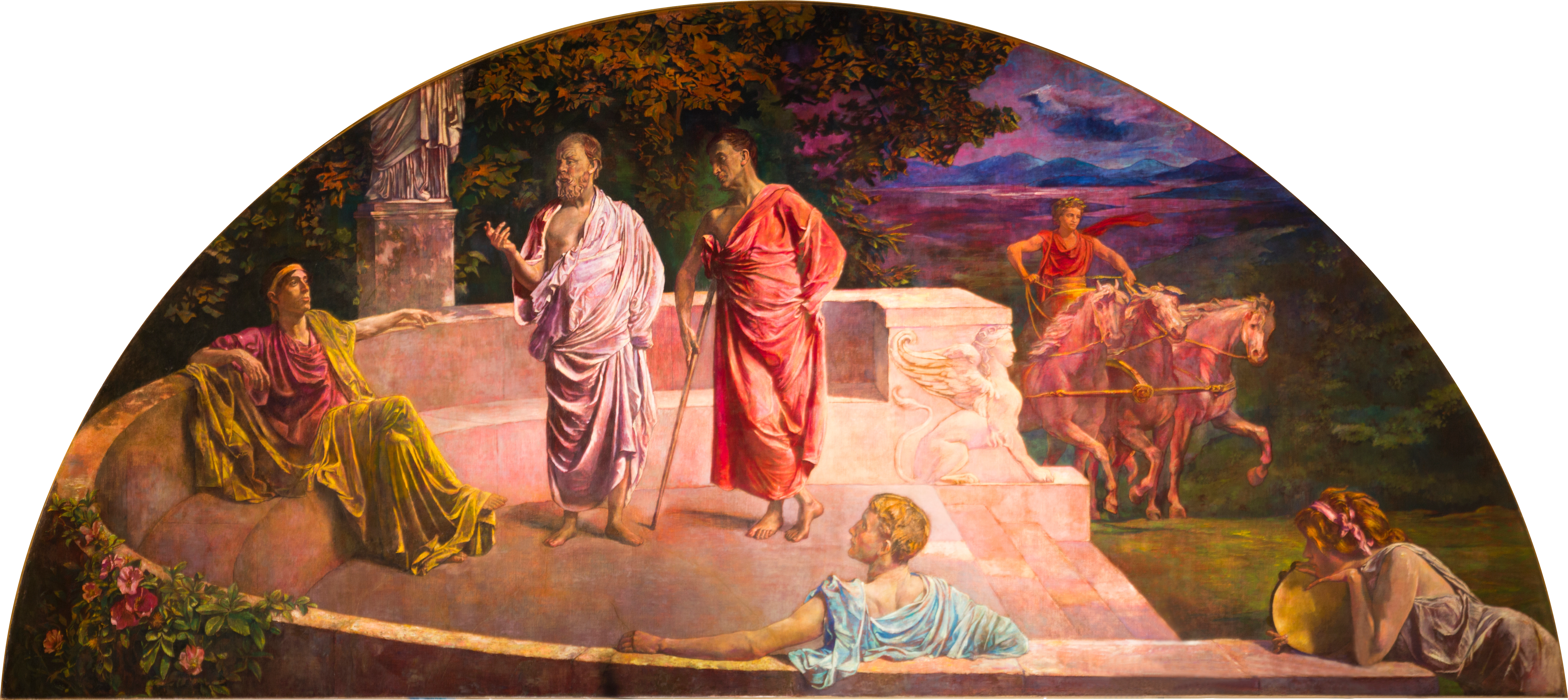
La relación del individuo con el Estado por John LaFarge, en el Capitolio del Estado de Minnesota, 1905. El cuadro representa a Sócrates discutiendo con sus amigos, como en el relato de la República de Platón.

El tema central de la República es la reflexión sobre qué es la justicia y cómo se expresa en el hombre, lo que lleva a Platón a abordar la organización de la ciudad-Estado ideal.
Mientras Sócrates visitaba El Pireo con Glaucón, Polemarco le dice a Sócrates que se una a él para divertirse. Glaucón argumenta que el origen de la justicia está en los contratos sociales y que todos los que la practican lo hacen por miedo al castigo, para ello usa el mito del anillo de Giges. Glaucón desea que Sócrates demuestre que la justicia no solo es deseable, sino que pertenece a la clase más alta de cosas deseables: aquellas que se desean tanto por su propio bien como por sus consecuencias.
Sócrates sugiere que busquen justicia en una ciudad para comprenderla en el hombre individual. Sócrates comenzará a inventar un Estado ideal. Para que la ciudad sea justa, debe estar diferenciada en tres clases sociales con su función y lugar diferenciado en esta. Luego, la justicia es la cualidad que se tiene dentro de la sociedad para que cada individuo cumpla con el rol que se le ha asignado. En general, la justicia es la virtud del orden. Sócrates contraargumenta este mito de Giges con su intelectualismo moral, donde sostiene que “es peor cometer una injusticia que padecerla”, pues la injusticia destruye el alma:

La práctica de la justicia es en sí misma lo mejor para el alma considerada en su esencia, y que ésta ha de obrar justamente tenga o no tenga el anillo de Giges y aunque a este anillo se agregue el casco de Hades.
Platón: República, II, 612b.

Al final de la obra, Sócrates acaba contraargumentando este mito con el mito de Er, una leyenda escatológica en la que se habla del sistema del cosmos y la vida del más allá.

### Clases sociales
Según Platón, la polis debe estar dividida jerárquicamente en tres clases: en la parte inferior, la clase de los trabajadores manuales; la posición intermedia la ocupa la clase de los guerreros; y en la cúspide, la clase de los dirigentes. Estos últimos, formados en la filosofía para alcanzar «al fin la visión intelectual del Bien absoluto y el límite extremo del mundo inteligible», salen de los guerreros, por lo que se podría decir que las tres clases no forman más que dos: un grupo superior de guardianes —guardianes-auxiliares y guardianes-filósofos, en cuya cima se podría encontrar el filósofo rey— y un grupo inferior de productores destinados a abastecer a aquellos.
Platón justifica la división en clases rígidamente separadas con el argumento de que es imposible que un mismo hombre pueda desempeñar dos oficios a la vez, con lo que se opone al concepto mismo de ciudadano, en el que se basaba la polis griega clásica, y cuestiona los fundamentos de la democracia: «Por ello es característico de nuestro Estado que el zapatero sea sólo zapatero y no a la vez timonel, el labrador sea labrador y no sea a la vez juez, y el guerrero, guerrero, y no comerciante a la vez que guerrero» (III, 9). Y además de esa división deriva la Justicia, pues según Platón ésta consiste «en que cada uno haga lo que le corresponde hacer».

#### Mito de los metales
Para conseguir que todos acepten su posición, especialmente la tercera clase de los productores, los guardianes-filósofos están autorizados a hacer uso de la mentira (piadosa) —«sólo a los gobernantes pertenece el poder mentir, a fin de engañar al enemigo o a los ciudadanos en beneficio del Estado»— y deben inventar un mito fundacional para justificar la división, como el siguiente:

Vosotros, ciudadanos del Estado, sois todos hermanos. Pero la divinidad, cuando os moldeó, puso oro en la mezcla con la que se generaron aquellos capacitados para gobernar, siendo de tal forma del más alto valor; plata en los auxiliares; hierro y bronce en los campesinos y demás artesanos». Y si alguien, a pesar de todo, desafiara el orden establecido los jueces lo condenarán a muerte.

### La vida dentro de la ciudad
En la ciudad-estado ideal platónica los guardianes (los guerreros y los dirigentes-filósofos) se rigen por un régimen de comunismo integral, algo que no se aplica a la clase inferior. De esta manera, al no tener posesiones, las clases superiores evitarían el amor por las riquezas, causa de muchas injusticias... Su educación ha de estar controlada por el Estado, y no se limitaría a los aspectos físicos, como en Esparta —cuyo modelo Platón tenía en mente—, sino que incluiría además la dimensión «intelectual», para hacerles llegar a la verdad que se esconde tras las falsas apariencias. Asimismo, el Estado asignaría mujeres de su mismo grupo social a los varones; y con ellas —al margen de cualquier vínculo matrimonial— se procreará una nueva generación de guardianes dignos y capaces de defender y dirigir la ciudad. Platón justifica esta comunidad de mujeres y de niños como medio para regular los nacimientos y para garantizar la paz y la concordia entre los guardianes, que estarán así «libres de todas las querellas a que el dinero, los niños y los familiares dan lugar» (V, 12).
El Estado es, pues, el que regula las uniones sexuales entre varones y mujeres para asegurarse, como se hace con la cría del ganado, de «que los mejores individuos de uno y otro sexo se relacionen entre sí las más de las veces, y los inferiores con los inferiores; además, es preciso criar a los hijos de los primeros y no a los de los segundos, si se quiere que el rebaño no degenere». Y ello se hará recurriendo al engaño para evitar las quejas de los menos afortunados: «Se sacarán a suerte los esposos, haciéndolo con tal maña, que los súbditos inferiores achaquen a la fortuna y no a los gobernantes lo que les ha correspondido». Por otro lado, si un hijo fuera concebido con una mujer que no fuera la que le ha asignado el Estado será considerado ilegítimo y por tanto la madre deberá «abandonarlo porque el Estado no se hará cargo de alimentarlo». En cuanto a los hijos nacidos de las uniones reguladas, los «de los mejores ciudadanos serán llevados al redil común y confiados para su cuidado a ayas, que habitarán en un lugar separado del resto de la ciudad. En cuanto a los hijos de los súbditos inferiores, lo mismo que respecto de los que nazcan con alguna deformidad, se los ocultará, pues así es conveniente, en algún sitio secreto que estará prohibido revelar». De la educación de los niños «aptos» se encargará una institución del Estado desapareciendo cualquier relación con los padres.
Platón describe un modelo de ciudad-estado ideal pero deja abierta la posibilidad de que se pueda aplicar. Así pone en boca de Sócrates lo siguiente:

No habrá mi querido Glaucón, disminución de los males que desolan los Estados, ni siquiera de los que afectan al género humano, a menos que los filósofos sean reyes de los Estados, o que los que ahora se dicen reyes y soberanos pasen a ser verdaderos y serios filósofos, y se vean reunidas en los mismos hombres la potencia política y la filosofía, junto con una ley rigurosa que aparte de los asuntos públicos a la gran cantidad de hombres cuyo talento les lleva a dedicarse a una o a otra cosa exclusivamente; antes de todo esto la constitución que idealmente acabamos de trazar, en la medida que sea realizable, no nacerá, ni verá la luz del día.

Sócrates discute cuatro constituciones injustas: la timocracia, la oligarquía, la democracia y la tiranía. Argumenta que una sociedad mal gobernada decaerá y pasará por cada gobierno sucesivamente, convirtiéndose en una tiranía, el régimen más injusto de todos. Mediante la Analogía del Sol y la Línea dividida en el Libro VI, Sócrates finalmente rechaza cualquier forma de arte imitativo y concluye que tales artistas no tienen lugar en la ciudad justa. Continúa defendiendo la inmortalidad del alma y defiende una teoría de la reencarnación. Termina detallando las recompensas de ser justo, tanto en esta vida como en la próxima.

### Alegoría de la caverna
En este diálogo se utiliza "la alegoría de la caverna" para explicar metafóricamente la situación en que se encuentra el ser humano respecto del conocimiento. En ella Platón explica su teoría de cómo podemos captar la existencia de los dos mundos: el mundo sensible (conocido a través de los sentidos) y el mundo inteligible (solo alcanzable mediante el uso exclusivo de la razón).

### Símil de la línea
El símil de la línea o analogía de la línea fue propuesto por Platón en el libro VI de la República (509d–511e). En este, se aborda la cuestión de los grados de ser (ontología) de la Teoría de las Ideas y su relación con los modos de conocimiento (epistemología) en la filosofía platónica. Existen diferentes formas o grados de ser según la pertenencia del objeto de conocimiento en cuestión al Mundo Sensible (Kosmos Aistethós) o al Mundo Inteligible (Kosmos Noetós), teniendo las entidades del Mundo Inteligible, las Ideas (εἶδος, eidos), un grado de ser mayor y más perfecto que los objetos del Mundo Sensible, con propiedades como la inmutabilidad y la eternidad. En el plano epistemológico, Platón habla de un ascenso en el conocimiento desde la dóxa (que contiene a la imaginación (eikasía) y la creencia (pistis)) hasta la episteme (que contiene a la diánoia o pensamiento discursivo (proceso deductivo descendente) y la nóesis o intuición intelectual (proceso intuitivo-abstractivo ascendente que permite la intelección y aprehensión directa de las Ideas)). Según Platón, el filósofo se serviría en este proceso del dominio tanto de la diánoia como de la nóesis para alcanzar el verdadero conocimiento (episteme), si bien afirma que la nóesis juega un papel superior en la obtención del conocimiento más elevado y, en última instancia, del conocimiento de la Idea Suprema, que en la República identifica con el Bien, aunque en el Banquete la identificaría con la Belleza. Algunos han propuesto en este punto que Platón en realidad está entendiendo que lo bueno es lo bello y lo bello es lo bueno. En cualquier caso, según Platón, es el conocimiento de la Idea Suprema el que constituiría el conocimiento más elevado y completo que se puede alcanzar, y que permitiría al filósofo vislumbrar todas las relaciones entre cada ente. Además, Platón enfatiza la dialéctica como una herramienta clave en el proceso filosófico de elevación al conocimiento y de comprensión de las Ideas. (Ver Juego de lenguaje).

## Historia de edición
La primera edición de los diálogos combinados de La República data del 315 a. C., por iniciativa de la Academia.
Según Cicerón, La República de Platón es el primer libro de la filosofía política. No obstante, posteriormente Aristóxeno acusó a Platón de plagio debido a las similitudes con El Antilogikoi o Peri politeias de Trasímaco. Aulo Gelio cuenta en sus Noches áticas que los dos primeros libros fueron editados aparte y que Jenofonte escribió su Ciropedia en respuesta a ellos. Estos datos parecen indicar que los distintos libros de La República fueron escritos en diferentes momentos; no obstante, la unidad en su totalidad parece contradecir esta tesis.

## Personajes
En la obra participan diferentes personajes: Sócrates, Glaucón, Polemarco, Trasímaco, Adimanto, Céfalo y Clitofonte.
- Sócrates: filósofo ateniense, maestro de Platón, que comienza introduciendo y después profundiza el tema de la justicia y de la ciudad ideal.
- Trasímaco: discípulo de Sócrates que inicia la discusión, sostiene al comienzo (Libro I) que la justicia es lo que más conviene al más fuerte.
- Céfalo: anciano propietario de la casa donde tiene lugar el diálogo, feliz por haber acumulado bienes materiales a lo largo de su vida, sostiene que en ello consiste la justicia y la felicidad.
- Glaucón: discípulo de Sócrates que lo acompaña a casa de Céfalo.
- Polemarco: discípulo de Sócrates.
- Adimanto: discípulo de Sócrates.

## El texto encontrado en Nag Hammadi
Entre los manuscritos de Nag Hammadi se encontró un pasaje de La República en copto. Se encuentra como quinto documento del Códice VI (NH VI 48–51) y contiene un pasaje o fragmento de la obra (588b–589b) que ya era conocido en la Antigüedad. Es citado por Plotino (Enéadas, I.1.7) y Proclo hace alusiones numerosas de él en su comentario sobre la La República; también puede ser encontrado en textos de Eusebio de Cesarea y Estobeo (Antología, III, 9). 
Según Howard Jackson, el pasaje ha sido "traducido con ineptitud" y lo define como "un desastroso fracaso"; esto podría explicar por qué durante casi veinticinco años fue imposible identificar el texto. Por su parte, James Brasher destaca que: "las palabras de Platón han sido distorsionadas e incomprendidas tan mal, que resultan difícilmente reconocibles"; las considera el producto de alguien con escasa formación intelectual y que ha perdido contacto con la tradición filosófica. Sin embargo, se ha sugerido que lo que los académicos perciben como una "mala traducción" es en realidad una interpretación tendenciosa de Platón, relacionada con la realidad política de la filosofía griega durante los reinados de Constantino y Constantino II.
De acuerdo a los elementos que el traductor introdujo en el texto, es posible que esta traducción responda a un ámbito donde eran comunes los relatos sobre los arcontes y otros conceptos antropológicos valentinianos; el tema de la creación por la palabra (49,31–32), el leitmotiv del Apócrifo de Juan, podría haber sido familiar al autor. De hecho, este puede ser el contexto para toda la biblioteca de Nag Hammadi.[cita requerida]
También se ha sostenido que, como expresión vívida y concisa de la antropología platónica, hay razones para creer que este pasaje era parte de una antología de textos filosóficos usada en las escuelas.[cita requerida]

### Fragmento conservado
[48] Ya que hemos llegado a este punto en la discusión, retomemos las cosas que habíamos dicho, y encontraremos que dice: «Es bueno aquel al que se ha hecho perfectamente injusticia; es glorificado según derecho». ¿No es así como ha sido probado? Hasta aquí es cierto el modo que invita. Y yo digo: «Manteniendo la firmeza hemos tomado la palabra ya que él ha dicho que el que comete injusticia y el que actúa con justicia, tienen cada uno un poder». ¿Y cómo es eso? Él dice: «es una imagen parecida al logos del alma, para que comprenda aquel [49] 1 que [tiene] eso dice [...] [...] es en efecto aquél que [hace] 3 [...] o no [...] es por mí».
Pero todos los [relatos] que han contado [...] 6 sobre arcontes, se han convertido en realidad y la Quimera y el can Cerbero y todos los otros de los cuales 10 se habla: bajaron 11 todos, produjeron las formas y las semejanzas y se convirtieron en 14 una sola semejanza. Ellos 15 dicen: «¡A mantener la obra!» Ciertamente, es una semejanza única la que se ha convertido en 18 imagen de una bestia, 19 mudable, con numerosas cabezas. Ciertos días se parece a una bestia salvaje. Pues, puede rechazar 23 el primer parecido de 24 todas estas figuras difíciles e incómodas y de ellas 26 emana en una 27 obra, 28 perfilándola 29 con esplendor, y 30 el resto de la 31 semejanza trabaja ahora 32 por la palabra. Ahora 33 en efecto, es un solo parecido, 34 otro es el parecido del león, 35 y otro soy el parecido del hombre [50] 1 [u]no [...] 2 [...] unir [...] este 3 [c]ambio, bien más que 4 [el prime]ro. Y el segundo 5 [...] ha sido trabajado. 6 [M]antenemos pues, unidos, uno 7 y el otro y los hacemos 8 únicos porque son tres modos 9 que crecen juntos 10 y todos ocurren en una presencia 11 única, al exterior de la imagen 12 del hombre, como por aquel 13 que no pueden ver 14 lo que está en su interior, pero es lo que 15 sólo soy al exterior que ve. 16 Y aparece que el ser 17 viviente es su parecido y 18 que ha sido trabajado 19 en un parecido de hombre.
Y yo digo 20 al que ha dicho que es útil 21 al hombre cometer la injusticia: 22 Los que cometen la injusticia se interponen, 23 no sirven para nada ni 24 yo les soy de ningún provecho. Pero 25 lo que es ventajoso, es 26 rechazar el parecido de bestia 27 mala y destrozar 28 los parecidos con el león. 29 Pero el hombre es débil 30 y todo lo que él 31 hace es tan débil 32 que es arrastrado 33 hacia el lugar donde transcurre el día con las bestias. [51] 1 [Y] él [...] 2 [há]bito [de] 3 él en un [...] 4 pero hace 5 [...] las enemistades en [...] 6 tal como un combate por 7 él entablado a causa 8 de eso. Es todo eso 9 en efecto lo que digo a quien quiera hacer 10 la alabanza de la injusticia. 11 Por consiguiente, pues, ¿lo que dice 12 en cuanto a la justicia, 13 no es aprovechable? Si él 14 lleva estas cosas a la práctica y se refiere a ellas, 15 dentro del hombre 16 dominarán con fuerza. 17 Porque busca más allá de él 18 preocuparse por ellas y mantenerse 19 en vida, como también el 20 labrador mantiene en vida su 21 producción cada día y 22 las bestias salvajes 23 le impiden crecer.

## Filódoxos
479e τοὺς ἄρα πολλὰ καλὰ θεωμένους, αὐτὸ δὲ τὸ καλὸν μὴ ὁρῶντας μηδ᾽ ἄλλῳ ἐπ᾽ αὐτὸ ἄγοντι δυναμένους ἕπεσθαι, καὶ πολλὰ δίκαια, αὐτὸ δὲ τὸ δίκαιον μή, καὶ πάντα οὕτω, δοξάζειν φήσομεν ἅπαντα, γιγνώσκειν δὲ ὧν δοξάζουσιν οὐδέν.

ἀνάγκη, ἔφη.
τί δὲ αὖ τοὺς αὐτὰ ἕκαστα θεωμένους καὶ ἀεὶ κατὰ ταὐτὰ ὡσαύτως ὄντα; ἆρ᾽ οὐ γιγνώσκειν ἀλλ᾽ οὐ δοξάζειν;
ἀνάγκη καὶ ταῦτα.
οὐκοῦν καὶ ἀσπάζεσθαί τε καὶ φιλεῖν τούτους μὲν ταῦτα 480a φήσομεν ἐφ᾽ οἷς γνῶσίς ἐστιν, ἐκείνους δὲ ἐφ᾽ οἷς δόξα; ἢ οὐ μνημονεύομεν ὅτι φωνάς τε καὶ χρόας καλὰς καὶ τὰ τοιαῦτ᾽ ἔφαμεν τούτους φιλεῖν τε καὶ θεᾶσθαι, αὐτὸ δὲ τὸ καλὸν οὐδ᾽ ἀνέχεσθαι ὥς τι ὄν;
μεμνήμεθα.

μὴ οὖν τι πλημμελήσομεν φιλοδόξους καλοῦντες αὐτοὺς μᾶλλον ἢ φιλοσόφους;καὶ ἆρα ἡμῖν σφόδρα χαλεπανοῦσιν ἂν οὕτω λέγωμεν;
—Por consiguiente, para los que ven la multitud de cosas bellas, pero que no distinguen lo bello en su esencia, ni pueden seguir a los que intentan demostrárselo, que ven la multitud de cosas justas, pero no la justicia misma, y lo mismo todo lo demás, diremos que todos sus juicios son opiniones y no conocimientos.

—Sin duda —dijo.
—Por el contrario, los que contemplan la esencia inmutable e idéntica a sí misma de las cosas tienen conocimientos y no opiniones.
—Es igualmente indudable.
—¿Unos y otros no gustan y abrazan, éstos las cosas que son objeto de la ciencia, y aquéllos las cosas que son objeto de la opinión? ¿No recuerdas lo que dijimos de estos últimos, que se complacen en oír preciosas voces, en ver preciosos colores, pero que no pueden sufrir que se les hable de la belleza absoluta como de una cosa real?
—Me acuerdo.
—Ninguna injusticia les haremos, por tanto, llamándoles amigos de la opinión, más bien que amigos de la sabiduría. ¿Crees que se enojarán con nosotros si los tratamos de esta manera?
República (Platón)